# Military Vehicle Technology Foundation
La Military Vehicle Technology Foundation (MVTF) était une grande collection de véhicules militaires située à Portola Valley, en Californie. Elle a été fondée en 1998 à partir d'une collection privée commencé en 1983 par Jacques Littlefield (en) (1949-2009) et fermée en 2018 visitable dans le Littlefield Pony Tracks Ranch. 
Sa collection de plus de 200 véhicules datant principalement de la Seconde Guerre mondiale et de la guerre froide a été distribuée à d'autres musées, le plus ancien étant un char léger M1917. Beaucoup de ses véhicules font désormais partie de l'American Heritage Museum (en) géré par la Collings Foundation à Stow (Massachusetts) qui commence en à percevoir depuis 2013.